# Долинський Лев Володимирович
Дол́инський Лев Володимирович (з народження — Мар'янович), (нар. 3 січня 1906, Перемишль — пом. 3 вересня 1963, Львів) — український мистецтвознавець, дослідник української порцеляни і художнього металу, кандидат мистецтвознавства, член Спілки художників СРСР.

## Родина
Народився в родині Мар'яна Долинського (1868—1941) та Зеновії із Зубрицьких (1884—1955) в м. Перемишлі. Батько був відомим лікарем спочатку в крайовому шпиталі в Перемишлі, пізніше (з 1913 року) директором крайового шпиталю в Заліщиках, одним із засновників Українського лікарського товариства, правнуком відомого львівського художника кінця XVIII ст. Луки Долинського. Мати його була донькою священика, пароха с. Мшанець, етнографа, дійсного члена НТШ о. Михайла Зубрицького.
Лев був середнім сином з п'ятьох дітей родини (мав дві старші сестри — Ольгу 1903 р. н. й Уляну 1904 р. н., та два молодших брати — Михайла 1907 р. н. і Степана 1909 р. н.). Його молодший брат Степан Долинський (1909—1940) — учасник національно-визвольних змагань, діяч ОУН.

## Життєпис
З Перемишля родина переїхала до Кракова, де Лев навчався в народній школі впродовж 1912—1914 рр. Його юнацькі роки з 1914 року проходили в Заліщиках, де батька призначили директором шпиталю.
Після початкової домашньої освіти Лев відвідував спершу гімназію в Городенці, а згодом гімназію в Станиславові, де 1925 р. здав матуру і отримав свідоцтво зрілості. Там він став пластуном 11 куреня ім. Івана Мазепи, пізніше старшим пластуном 5 куреня «Довбушівці», співзасновником у 1927 році 10 куреня УСП «Чорноморці». З куренем чорноморців на каяках здійснював перші сплави Дніпром.
Коли з'явилися обмеження польського уряду щодо навчання українців на вищих студіях, виїхав до Бельгії, де вчився у Льєжі. 1925—1926 рр. студіював на математично-фізичному факультеті Краківського університету. Завершив освіту в Парижі, де протягом 1926—1930 рр. успішно навчався у Вищій технічній школі аеронавтики та конструкції автомобілів. 1931 року відбув практику на авторемонтному заводі. Одночасно вступив як вільний слухач на мистецтвознавчий відділ паризького університету Сорбонна, який не закінчив (склав іспити за три курси).
1932 року Л. Долинський повернувся до Польщі, де упродовж двох років працював інженером у Гдині на посаді керівника автотранспортного підприємства.
1935 року він одружився з учителькою Ярославою Степанівною Юрків, уродженкою Заліщиків. Поляки не давали українцям працевлаштовуватися на рідних землях, тому Ярослава працювала в сільській школі неподалік Варшави. Згодом (1936 р.) працевлаштувався керівником відділу авторемонтного заводу, а з 1937 року працював службовцем автоскладального заводу у Варшаві. З 1939 року працював в українських кооперативах у Львові.
Саме тут у Львові Л. Долинський був заарештований за політичну діяльність як член ОУН. Чудом вирвався з в'язниці Бриґідки вже після вересня 1939 р. А у грудні разом з дружиною Л. Долинський був заарештований за спробу нелегального переходу кордону при поверненні з Варшави до Львова. Щоб не зашкодити рідним змінив по батькові: з Мар'янович на Володимирович. Засуджений на 3 роки ув'язнення. Був засланий на виправні роботи зі спорудження залізниці в Архангельській області. Далі протягом 1942—1943 рр. працював механіком у Казахстані, де отримав радянське громадянство. 1944 року був призваний в радянську армію і воював до завершення війни.
Після закінчення війни Л. Долинський повернувся до Львова. 1946 року влаштувався на роботу у Львівський державний музей художньої промисловості: спочатку механіком гаража львівських установ АН УРСР, пізніше був зарахований на науково-дослідну роботу молодшим науковим співробітником. Вивчав колекцію гужового транспорту музею (карети, санчата тощо), меблі, килими, ювелірні вироби, годинники, вироби з порцеляни. 1947 року вступив на заочне відділення Інституту живопису, скульптури і архітектури ім. І. Рєпіна у Ленінграді за спеціальністю теорія та історія мистецтва. У 1953 році отримав диплом з відзнакою.
Завдяки інтелігентності, різнобічній освіті, життєвому досвіду, знанню багатьох іноземних мов (вільно володів чеською, словацькою, польською, французькою, німецькою, російською мовами) швидко опанував музейну справу, а з 1951 до 1963 року виконував функції вченого секретаря музею. Працював на посадах старшого наукового співробітника, завідувача відділу годинників, тимчасово виконував обов'язки заступника директора музею з наукової роботи. Досліджував старовинне й сучасне українське мистецтво художнього металу, порцеляни, народний орнамент. Після захисту теми «Художній метал у збірці Українського державного музею етнографії та художнього промислу АН УРСР» отримав диплом з відзнакою.
1961 року захистив у Москві дисертацію «Український художній фарфор» на звання кандидата мистецтвознавства. Матеріали для першої фундаментальної розвідки про українську порцеляну дослідник збирав у фондах державних музеїв Києва, Львова, Сум, Москви, Ленінграда та приватних колекцій Києва і Львова. За матеріалами його досліджень у видавництві АН УРСР 1963 р., на жаль вже після смерті автора, у Києві було видано його монографію «Український художній фарфор».
Упродовж 1950—1963 років опублікував низку грунтовних статей з проблематики своїх наукових заінтересувань, опублікованих зокрема у збірниках «Матеріали з етнографії та мистецтвознавства». Був автором розділів з історії українського мистецтва фарфору і фаянсу до шеститомної енциклопедії з історії мистецтва України, виданої Академією Наук УРСР
1962 року був прийнятий до Спілки художників СРСР.
Батько Мар'яни Долинської, докторки історичних наук, професорки УКУ.
Помер 1963 року у Львові, похований на Личаківському цвинтарі.

## Вибрані праці
- Долинський Л. В. Український художній фарфор. Антикварний альбом-каталог. Київ: Видавництво Академії наук УРСР,1963. — 86 с.
- Долинський Л. В. Російський і український художній метал у колекціях Музею етнографії та художнього промислу. Збірник «Матеріали з етнографії та мистецтвознавства». — К., 1954. — Вип. 1.
- Долинський Л. В. Колекція годинників Українського державного музею етнографії та художнього промислу АН УРСР. Збірник «Матеріали з етнографії та мистецтвознавства». — К., 1957. — Вип. 3.
- Долинський Л. В. Український радянський художній фарфор. Збірник «Матеріали з етнографії та мистецтвознавства». — К.,1959. — Вип. 4.
- Долинський Л. В. Старий український фарфор. Збірник «Матеріали з етнографії та мистецтвознавства». — К.,1959. — Вип. 5.
- Долинський Л. В. Мотиви українського народного мистецтва в розписуванні порцеляни". «Народна творчість та етнографія». — К.,1960. № 2.
- Долинський Л. В. Фаянс західних земель України (дорадянський період). Збірник «Матеріали з етнографії та мистецтвознавства» — К.,1961. — Вип. 6.